# Малашевиче-Мале
Малашевиче-Мале (пол. Małaszewicze Małe) — деревня в Бяльском повете Люблинского воеводства Польши. Входит в состав гмины Тересполь. По данным переписи 2011 года, в деревне проживало 542 человека.

## География
Деревня расположена на востоке Польши, на расстоянии приблизительно 27 километров к востоку от города Бяла-Подляска, административного центра повета. Абсолютная высота — 141 метр над уровнем моря. Через населённый пункт проходит национальная автодорога 2.

## История
Деревня Малашевиче начинает упоминаться со второй половины XVI века. В конце XVIII века разделилась на две деревни: Малашевиче-Вельке (ныне — Малашевиче-Дуже) и Малашевиче-Мале. Оба населённых пункта входили в состав Брестского повета Берестейского воеводства Великого княжества Литовского.
По данным на 1827 год имелось 28 дворов и проживало 190 человек. Согласно «Справочной книжке Седлецкой губернии на 1875 год» деревня входила в состав гмины Кобыляны Бельского уезда Седлецкой губернии.
В период с 1975 по 1998 годы деревня входила в состав Бяльскоподляского воеводства.

## Население
Демографическая структура по состоянию на 31 марта 2011 года:
|         | Всего | До трудоспособного возраста | Трудоспособного возраста | Старше трудоспособного возраста |
| ------- | ----- | --------------------------- | ------------------------ | ------------------------------- |
| Мужчины | 273   | 62                          | 174                      | 37                              |
| Женщины | 269   | 62                          | 145                      | 62                              |
| Всего   | 542   | 124                         | 319                      | 99                              |